# Gare d’Anstaing
Gare d’Anstaing vasútállomás Franciaországban, Anstaing településen.

## Vasútvonalak
Az állomást az alábbi vasútvonalak érintik:
- Somain-Halluin-vasútvonal

## Kapcsolódó állomások
A vasútállomáshoz az alábbi állomások vannak a legközelebb:
- Gare de Bouvines
- Gare de Tressin
- Gare de Gruson